# The Courage of Silence
The Courage of Silence è un film muto del 1917 diretto da William P.S. Earle e interpretato da Alice Joyce. Tratto dal romanzo Who Shall Cast the Stone? di Milton Nobles e prodotto dalla Vitagraph Company of America, il film venne presentato in prima a New York il 28 gennaio 1917, uscendo nelle sale il 12 febbraio.

## Trama
Trovandosi a Londra per lavoro, un uomo di affari statunitense si innamora della moglie dell'ambasciatore spagnolo. Tornato a casa, Bradley (questo il suo nome) non riesce a dimenticare Mercedes e decide di rivederla. Tornato a Londra, scopre che la donna è stata maltrattata dal marito. Allora la convince a lasciarlo e a partire con lui, senza però rivelarle che pure lui è sposato. Quando Mercedes lo scopre, non volendo frapporsi tra marito e moglie, decide di andarsene, rifugiandosi in un convento. Bradley, non riuscendo più a ritrovarla, parte per l'Africa, mentre la moglie parte alla sua ricerca con i bambini, ma questi cadono vittime di un'epidemia. Mercedes che, nel frattempo, è diventata infermiera, si trova a curarli e così scopre chi sono. La donna rinuncerà a Bradley, riunendolo alla famiglia.

## Produzione
Il film fu prodotto dalla Vitagraph Company of America con il titolo di lavorazione Who Shall Cast the First Stone. Fu girato nel 1916.

## Distribuzione
Il film venne presentato in prima a New York il 28 gennaio 1917, uscendo nelle sale il 12 febbraio. 
Il copyright del film, richiesto dalla The Vitagraph Co. of America, fu registrato il 5 febbraio 1917 con il numero LP10119.

### Conservazione
Non si conoscono copie ancora esistenti della pellicola che viene considerata presumibilmente perduta.